# Provence-Alpes-Côte d'Azur
Provence-Alpes-Côte d'Azur là một vùng của nước Pháp, bao gồm sáu tỉnh: Alpes-de-Haute-Provence, Alpes-Maritimes, Bouches-du-Rhône, Hautes-Alpes, Var và Vaucluse. Thủ phủ của vùng này là thành phố Marseille. Vùng này có đường biên giới với Monaco các vùng Piemonte và Liguria của Ý.

## Nhân khẩu học

### Dân số
Khu vực Marseille là khu đông dân nhất của khu vực này với dân số thành phố là 850,636 và dân số đô thị là 1,720,941 người. Marseille là thành phố lớn thứ hai ở Pháp sau Paris và có dân số đô thị lớn thứ ba, đứng sau Paris và Lyon.
Nice là nơi có mật độ dân số lớn thứ hai trong khu vực với dân số 344.875 người và dân số đô thị là 1.005.230 người, trở thành thành phố đông dân thứ năm tại Pháp.

### Nhập cư
Theo một nghiên cứu năm 2009, gần 40% số trẻ sơ sinh ở Provence-Alpes-Côte d'Azur trong năm 2007 có ít nhất một phụ huynh có nguồn gốc di dân - chủ yếu là người Ý, Tây Ban Nha, Bồ Đào Nha và Maghrebi. Đây là mức cao thứ hai sau Île-de-France (Greater Paris), nơi con số này là khoảng 56% [2]. Từ những năm 1960, khu vực này đã trở thành một trung tâm nhập cư lớn vào Pháp, chủ yếu là do nhập cư từ các nước thuộc khu vực Địa Trung Hải như Bồ Đào Nha, Tây Ban Nha, Ý, Algeria và Maroc.

### Các tỉnh
Provence-Alpes-Côte d'Azur được chia thành sáu phòng ban. Đây là Alpes-de-Haute-Provence, Hautes-Alpes, Alpes-Maritimes, Bouches-du-Rhone, Var và Vaucluse.